# Wimbledon Championships 2013
Die 127. Wimbledon Championships fanden vom 24. Juni bis zum 7. Juli 2013 in London statt. Ausrichter war der All England Lawn Tennis and Croquet Club.
Titelverteidiger im Einzel waren Roger Federer bei den Herren sowie Serena Williams bei den Damen. Federer schied bereits in der zweiten Runde aus. Williams verlor im Achtelfinale gegen Sabine Lisicki, die erstmals das Finale erreichte. Im Herrendoppel schieden die Titelverteidiger Jonathan Marray und Frederik Nielsen früh aus, beide waren in diesem Jahr mit anderen Partnern angetreten. Die Vorjahressiegerinnen im Damendoppel, Serena Williams und Venus Williams, konnten wegen einer Verletzung von Venus Williams nicht antreten. Lisa Raymond und Mike Bryan waren die Titelverteidiger im Mixed, Lisa Raymond erreichte mit Bruno Soares das Finale.
Mit Andy Murray gewann erstmals seit Fred Perry im Jahr 1936 wieder ein Brite das Herreneinzel. Kein US-amerikanischer Spieler erreichte die dritte Runde im Herreneinzel, was zuletzt vor 101 Jahren der Fall war. Zudem stellte Polen zum ersten Mal bei den Damen und bei den Herren einen Halbfinalisten im Einzel. Mit Hsieh Su-wei, Siegerin im Damendoppel, gewann zum ersten Mal ein Tennisprofi aus Taiwan einen Grand-Slam-Titel.

## Herreneinzel
Setzliste
| Nr. | Spieler               | Erreichte Runde |
| --- | --------------------- | --------------- |
| 01. | Novak Đoković         | Finale          |
| 02. | Andy Murray           | Sieg            |
| 03. | Roger Federer         | 2. Runde        |
| 04. | David Ferrer          | Viertelfinale   |
| 05. | Rafael Nadal          | 1. Runde        |
| 06. | Jo-Wilfried Tsonga    | 2. Runde        |
| 07. | Tomáš Berdych         | Viertelfinale   |
| 08. | Juan Martín del Potro | Halbfinale      |
| 09. | Richard Gasquet       | 3. Runde        |
| 10. | Marin Čilić           | 2. Runde        |
| 11. | Stanislas Wawrinka    | 1. Runde        |
| 12. | Kei Nishikori         | 3. Runde        |
| 13. | Tommy Haas            | Achtelfinale    |
| 14. | Janko Tipsarević      | 1. Runde        |
| 15. | Nicolás Almagro       | 3. Runde        |
| 16. | Philipp Kohlschreiber | 1. Runde        |

| Nr. | Spieler              | Erreichte Runde |
| --- | -------------------- | --------------- |
| 17. | Milos Raonic         | 2. Runde        |
| 18. | John Isner           | 2. Runde        |
| 19. | Gilles Simon         | 1. Runde        |
| 20. | Michail Juschny      | Achtelfinale    |
| 21. | Sam Querrey          | 1. Runde        |
| 22. | Juan Mónaco          | 3. Runde        |
| 23. | Andreas Seppi        | Achtelfinale    |
| 24. | Jerzy Janowicz       | Halbfinale      |
| 25. | Benoît Paire         | 3. Runde        |
| 26. | Oleksandr Dolhopolow | 3. Runde        |
| 27. | Kevin Anderson       | 3. Runde        |
| 28. | Jérémy Chardy        | 3. Runde        |
| 29. | Grigor Dimitrow      | 2. Runde        |
| 30. | Fabio Fognini        | 1. Runde        |
| 31. | Julien Benneteau     | 2. Runde        |
| 32. | Tommy Robredo        | 3. Runde        |

## Dameneinzel
Setzliste
| Nr. | Spielerin           | Erreichte Runde |
| --- | ------------------- | --------------- |
| 01. | Serena Williams     | Achtelfinale    |
| 02. | Wiktoryja Asaranka  | 2. Runde        |
| 03. | Marija Scharapowa   | 2. Runde        |
| 04. | Agnieszka Radwańska | Halbfinale      |
| 05. | Sara Errani         | 1. Runde        |
| 06. | Li Na               | Viertelfinale   |
| 07. | Angelique Kerber    | 2. Runde        |
| 08. | Petra Kvitová       | Viertelfinale   |
| 09. | Caroline Wozniacki  | 2. Runde        |
| 10. | Marija Kirilenko    | 1. Runde        |
| 11. | Roberta Vinci       | Achtelfinale    |
| 12. | Ana Ivanović        | 2. Runde        |
| 13. | Nadja Petrowa       | 1. Runde        |
| 14. | Samantha Stosur     | 3. Runde        |
| 15. | Marion Bartoli      | Sieg            |
| 16. | Jelena Janković     | 2. Runde        |

| Nr. | Spielerin                    | Erreichte Runde |
| --- | ---------------------------- | --------------- |
| 17. | Sloane Stephens              | Viertelfinale   |
| 18. | Dominika Cibulková           | 3. Runde        |
| 19. | Carla Suárez Navarro         | Achtelfinale    |
| 20. | Kirsten Flipkens             | Halbfinale      |
| 21. | Anastassija Pawljutschenkowa | 1. Runde        |
| 22. | Sorana Cîrstea               | 2. Runde        |
| 23. | Sabine Lisicki               | Finale          |
| 24. | Peng Shuai                   | 2. Runde        |
| 25. | Jekaterina Makarowa          | 3. Runde        |
| 26. | Varvara Lepchenko            | 1. Runde        |
| 27. | Lucie Šafářová               | 2. Runde        |
| 28. | Tamira Paszek                | 1. Runde        |
| 29. | Alizé Cornet                 | 3. Runde        |
| 30. | Mona Barthel                 | 2. Runde        |
| 31. | Romina Oprandi               | 1. Runde        |
| 32. | Klára Zakopalová             | 3. Runde        |

## Herrendoppel
Setzliste
| Nr. | Paarung                                | Erreichte Runde |
| --- | -------------------------------------- | --------------- |
| 01. | Bob Bryan Mike Bryan                   | Sieg            |
| 02. | Marcel Granollers Marc López           | 1. Runde        |
| 03. | Alexander Peya Bruno Soares            | Achtelfinale    |
| 04. | Leander Paes Radek Štěpánek            | Halbfinale      |
| 05. | Aisam-ul-Haq Qureshi Jean-Julien Rojer | Achtelfinale    |
| 06. | Robert Lindstedt Daniel Nestor         | Viertelfinale   |
| 07. | Maks Mirny Horia Tecău                 | Achtelfinale    |
| 08. | Mahesh Bhupathi Julian Knowle          | Viertelfinale   |

| Nr. | Paarung                              | Erreichte Runde |
| --- | ------------------------------------ | --------------- |
| 09. | Colin Fleming Jonathan Marray        | Achtelfinale    |
| 10. | Santiago González Scott Lipsky       | 2. Runde        |
| 11. | Julien Benneteau Nenad Zimonjić      | Viertelfinale   |
| 12. | Ivan Dodig Marcelo Melo              | Finale          |
| 13. | Michaël Llodra Nicolas Mahut         | 2. Runde        |
| 14. | Rohan Bopanna Édouard Roger-Vasselin | Halbfinale      |
| 15. | Łukasz Kubot Marcin Matkowski        | Achtelfinale    |
| 16. | Treat Conrad Huey Dominic Inglot     | Achtelfinale    |

## Damendoppel
Setzliste
| Nr. | Paarung                            | Erreichte Runde |
| --- | ---------------------------------- | --------------- |
| 01. | Sara Errani Roberta Vinci          | Achtelfinale    |
| 02. | Andrea Hlaváčková Lucie Hradecká   | Viertelfinale   |
| 03. | Nadja Petrowa Katarina Srebotnik   | Viertelfinale   |
| 04. | Jekaterina Makarowa Jelena Wesnina | Achtelfinale    |
| 05. | Liezel Huber Sania Mirza           | Achtelfinale    |
| 06. | Raquel Kops-Jones Abigail Spears   | Achtelfinale    |
| 07. | Anna-Lena Grönefeld Květa Peschke  | Halbfinale      |
| 08. | Hsieh Su-wei Peng Shuai            | Sieg            |

| Nr. | Paarung                                     | Erreichte Runde |
| --- | ------------------------------------------- | --------------- |
| 09. | Anastassija Pawljutschenkowa Lucie Šafářová | 1. Runde        |
| 10. | Kristina Mladenovic Galina Woskobojewa      | 2. Runde        |
| 11. | Cara Black Marina Eraković                  | 2. Runde        |
| 12. | Ashleigh Barty Casey Dellacqua              | Finale          |
| 13. | Vania King Jie Zheng                        | Achtelfinale    |
| 14. | Daniela Hantuchová Marija Kirilenko         | 2. Runde        |
| 15. | Chan Hao-ching Anabel Medina Garrigues      | 1. Runde        |
| 16. | Julia Görges Barbora Záhlavová-Strýcová     | Viertelfinale   |

## Mixed
Setzliste
| Nr. | Paarung                            | Erreichte Runde |
| --- | ---------------------------------- | --------------- |
| 01. | Lisa Raymond Bruno Soares          | Finale          |
| 02. | Sania Mirza Horia Tecău            | Viertelfinale   |
| 03. | Katarina Srebotnik Nenad Zimonjić  | Halbfinale      |
| 04. | Andrea Hlaváčková Maks Mirny       | 2. Runde        |
| 05. | Anna-Lena Grönefeld Alexander Peya | Achtelfinale    |
| 06. | Liezel Huber Marcelo Melo          | Achtelfinale    |
| 07. | Zheng Jie Rohan Bopanna            | Viertelfinale   |
| 08. | Kristina Mladenovic Daniel Nestor  | Sieg            |

| Nr. | Paarung                             | Erreichte Runde |
| --- | ----------------------------------- | --------------- |
| 09. | Raquel Kops-Jones Treat Conrad Huey | 2. Runde        |
| 10. | Cara Black Aisam-ul-Haq Qureshi     | Achtelfinale    |
| 11. | Květa Peschke Marcin Matkowski      | Viertelfinale   |
| 12. | Lucie Hradecká František Čermák     | 2. Runde        |
| 13. | Casey Dellacqua Scott Lipsky        | Achtelfinale    |
| 14. | Kimiko Date-Krumm David Marrero     | Achtelfinale    |
| 15. | Zheng Saisai Leander Paes           | 2. Runde        |
| 16. | Marina Eraković Ivan Dodig          | 2. Runde        |

## Junioreneinzel
Setzliste
| Nr. | Spieler          | Erreichte Runde |
| --- | ---------------- | --------------- |
| 01. | Nick Kyrgios     | Achtelfinale    |
| 02. | Nikola Milojević | Viertelfinale   |
| 03. | Alexander Zverev | Achtelfinale    |
| 04. | Laslo Đere       | Viertelfinale   |
| 05. | Kyle Edmund      | Halbfinale      |
| 06. | Gianluigi Quinzi | Sieg            |
| 07. | Cristian Garín   | Achtelfinale    |
| 08. | Borna Ćorić      | Viertelfinale   |

| Nr. | Spieler                  | Erreichte Runde |
| --- | ------------------------ | --------------- |
| 09. | Filippo Baldi            | Achtelfinale    |
| 10. | Johan Tatlot             | Achtelfinale    |
| 11. | Pedro Cachín             | 2. Runde        |
| 12. | Maxime Hamou             | 1. Runde        |
| 13. | Clément Geens            | 1. Runde        |
| 14. | Guillermo Nuñez          | 1. Runde        |
| 15. | Frederico Ferreira Silva | 1. Runde        |
| 16. | Wayne Montgomery         | 1. Runde        |

## Juniorinneneinzel
Setzliste
| Nr. | Spielerin          | Erreichte Runde |
| --- | ------------------ | --------------- |
| 01. | Belinda Bencic     | Sieg            |
| 02. | Ana Konjuh         | Halbfinale      |
| 03. | Kateřina Siniaková | Achtelfinale    |
| 04. | Barbora Krejčíková | Viertelfinale   |
| 05. | Taylor Townsend    | Finale          |
| 06. | Elise Mertens      | Viertelfinale   |
| 07. | Katy Dunne         | 1. Runde        |
| 08. | Hsu Ching-wen      | 2. Runde        |

| Nr. | Spielerin               | Erreichte Runde |
| --- | ----------------------- | --------------- |
| 09. | Carol Zhao              | Achtelfinale    |
| 10. | Camila Giangreco Campiz | 2. Runde        |
| 11. | Karin Kennel            | Achtelfinale    |
| 12. | Anhelina Kalinina       | Viertelfinale   |
| 13. | Anett Kontaveit         | Achtelfinale    |
| 14. | Nina Stojanović         | 1. Runde        |
| 15. | Louisa Chirico          | Halbfinale      |
| 16. | İpek Soylu              | Achtelfinale    |

## Juniorendoppel
Setzliste
| Nr. | Paarung                              | Erreichte Runde |
| --- | ------------------------------------ | --------------- |
| 01. | Kyle Edmund Frederico Ferreira Silva | Halbfinale      |
| 02. | Maxime Hamou Johan Tatlot            | Achtelfinale    |
| 03. | Cristian Garín Nicolás Jarry         | 1. Runde        |
| 04. | Pedro Cachín Guillermo Nuñez         | 1. Runde        |

| Nr. | Paarung                         | Erreichte Runde |
| --- | ------------------------------- | --------------- |
| 05. | Yoshihito Nishioka Jorge Panta  | Viertelfinale   |
| 06. | Clément Geens Noah Rubin        | Viertelfinale   |
| 07. | Naoki Nakagawa Gianluigi Quinzi | 1. Runde        |
| 08. |                                 |                 |

## Juniorinnendoppel
Setzliste
| Nr. | Paarung                               | Erreichte Runde |
| --- | ------------------------------------- | --------------- |
| 01. | Barbora Krejčíková Kateřina Siniaková | Sieg            |
| 02. | Belinda Bencic Petra Uberalová        | Halbfinale      |
| 03. | Elise Mertens İpek Soylu              | Viertelfinale   |
| 04. | Domenica Gonzalez Carol Zhao          | Viertelfinale   |

| Nr. | Paarung                                | Erreichte Runde |
| --- | -------------------------------------- | --------------- |
| 05. | Ioana Ducu Nina Stojanović             | Halbfinale      |
| 06. | Louisa Chirico Alejandra Cisneros      | 1. Runde        |
| 07. | Katy Dunne Anastassija Komardina       | 1. Runde        |
| 08. | Anhelina Kalinina Iryna Schymanowitsch | Finale          |

## Herrendoppel-Rollstuhl
Setzliste
| Nr. | Paarung                        | Erreichte Runde |
| --- | ------------------------------ | --------------- |
| 01. | Stéphane Houdet Shingo Kunieda | Sieg            |
| 02. | Frédéric Cattaneo Ronald Vink  | Finale          |

## Damendoppel-Rollstuhl
Setzliste
| Nr. | Paarung                        | Erreichte Runde |
| --- | ------------------------------ | --------------- |
| 01. | Jiske Griffioen Aniek van Koot | Sieg            |
| 02. | Marjolein Buis Lucy Shuker     | Halbfinale      |